# Rita Borralho
Rita Maria Varela Borralho (Vila Nova de São Bento, Serpa, 21 de março de 1954), foi uma atleta olímpica portuguesa que representou o Benfica durante cerca de 20 anos, tendo igualmente competido pelo Maratona Clube de Portugal e pelo Clube Xistarca. Foi uma das melhores da sua geração em provas de atletismo de meio fundo e fundo, nacionais e internacionais (década de 80 e inicio dos anos 90), a par de nomes como Carlos Lopes, Rosa Mota, Aurora Cunha, Albertina Dias, Conceição Ferreira, António Leitão, Fernando Mamede, João Campos, entre outros.
Sobressaiu nas distâncias de 10000 metros e maratona, sendo recordada como a primeira grande maratonista portuguesa de nível internacional, contribuindo para o sucesso daquela que foi considerada a "geração de ouro" do atletismo português.
Venceu a maratona de Barcelona em 1982, a maratona de New Jersey em 1986 e a maratona de Lisboa em 1991.
Actualmente desempenha as funções de assessora desportiva, apoiando atletas profissionais e amadores, numa vertente direccionada não apenas para o desempenho desportivo como também para a saúde e o bem estar geral. Sempre permaneceu ligada ao atletismo em Portugal e no Brasil e entre outras actividades foi criadora em parceria com a atleta olímpica por si treinada Janete Mayal da assessoria desportiva Mayal Athletics no Brasil, fundadora do Maratona Clube do Brasil, e fundadora da assessoria desportiva RB Running em Portugal.

## Recordes Pessoais
- 10000 metros: 34.13,45 (Corunha - 1985)
- Maratona: 2.34.11 (Berlim - 1989)

## Campeonatos Nacionais
- Corrida de São Silvestre da Amadora (1980) (1.º Lugar)
- 3 Campeonatos Nacionais maratona (1983, 1991, 1992)

## Jogos Olímpicos
- (1984 Los Angeles) maratona (38º lugar)

## Campeonatos do Mundo
- (1983 Helsínquia) maratona (46º lugar)
- (1987 Roma) maratona (28º lugar)